# Freaky Friday
Freaky Friday är en amerikansk film från 2003 i regi av Mark Waters med Jamie Lee Curtis och Lindsay Lohan som mor och dotter som byter identitet med varandra. 
Filmen bygger på en roman av Mary Rodgers, men är också en nyinspelning av Åh vilken fredag från 1976 med Jodie Foster och Barbara Harris. Filmbolaget ville att Foster återigen skulle vara med, denna gång i rollen som mor (Tess Coleman), men Foster avböjde erbjudandet.
År 2025 fick filmen en uppföljare, Freakier Friday, som denna gång regisserades av Nisha Ganatra från ett manus skrivet av Jordan Weiss. Jamie Lee Curtis och Lindsay Lohan spelar återigen huvudrollerna som Tess och Anna Coleman, och har bland annat sällskap av nyare skådespelare som Julia Butters och Sophia Hammons, som spelar rollen som Annas dotter tillika Tess barnbarn Harper (Butters), samt den blivande styvdottern och styvbarnbarnet Lily Reyes (Hammons).

## Handling
Den stressade änkan Dr. Tess Coleman ska snart gifta om sig, samtidigt som hennes modemedvetna dotter Annas garageband får ett gyllene tillfälle: en spelning på en stor klubb. Anna försöker förhandla till sig tillåtelse att vara med på konserten, trots att det är samtidigt som Tess övningsmiddag inför bröllopet. Tyvärr har Anna råkat hamna i problem två gånger på samma dag, och när Tess förbjuder Anna att delta blir de osams. En servitris på en kinarestaurang ger då Anna och Tess varsin magisk lyckokaka, som innebär att när de nästa morgon vaknar upp har de bytt kroppar med varandra.
Nu blir det Anna som måste åka till sin mors mottagning och lyssna till patienter med psykiatriska problem samtidigt som Tess beger sig till dotterns high school, där hon snart lär sig hur svårt det är att inte få kvarsittning.
Problemen ökar i och med att Tess tilltänkte man, Ryan, i hemlighet har bokat in Tess till ett TV-program för att diskutera hennes nya bok, som Anna inte har läst, medan Tess i Annas kropp stöter ihop med den kille som Anna är kär i, och killen blir mer och mer intresserad av Anna i Tess' kropp.

## Rollista
| Jamie Lee Curtis    | – Tess Coleman, Annas mamma                                 |
| Lindsay Lohan       | – Anna Coleman, Tess tonårsdotter                           |
| Mark Harmon         | – Ryan Volvo, Tess fästman                                  |
| Harold Gould        | – Alan Coleman, Tess pappa och Annas morfar                 |
| Chad Michael Murray | – Jake Austin, Annas pojkvän                                |
| Stephen Tobolowsky  | – Mr. Elton Bates, Annas lärare i engelsk litteratur        |
| Christina Vidal     | – Maddie, Annas bandkollega                                 |
| Ryan Malgarini      | – Harry Coleman, Tess son, Annas lillebror och Alans sonson |
| Haley Hudson        | – Peg, Annas andra bandkollega                              |
| Rosalind Chao       | – Pei-Pei, en kinesisk restaurangchef                       |
| Lucille Soong       | – Pei-Peis mamma                                            |
| Willie Garson       | – Evan, Tess patient                                        |
| Dina Waters         | – Dottie Robertson, Tess chef                               |
| Julie Gonzalo       | – Stacey Hinkhouse, Annas före detta tjejkompis             |
| Marc McClure        | – Boris                                                     |
| Mary Ellen Trainor  | – Dagboksläsande patient                                    |
| Cayden Boyd         | – Harrys kompis                                             |